# 기산면 (서천군)
기산면(麒山面)은 대한민국 충청남도 서천군의 면이다.

## 개요
기산면은 군청소재지에서 동쪽으로 7Km지점에 위치, 주산인 기린봉이 위치하고 길산천이 남북으로 가로질러 흐르고 있고 농업용수가 풍부하며, 경지정리가 비교적 잘된 평야지대로 농업이 발달한 고장이다. 충절의 고장으로 영모리에 목은 이색 선생을 모신 문헌서원이 있다.

## 행정 구역
- 가공리(加公里)
- 광암리(光巖里)
- 내동리(內東里)
- 두남리(斗南里)
- 두북리(斗北里)
- 막동리(幕洞里)
- 산정리(山亭里)
- 신산리(辛山里)
- 영모리(永募里)
- 원길리(院吉里)
- 월기리(月岐里)
- 화산리(華山里): 행정복지센터 소재지
- 황사리(黃寺里)